# 欧州生活労働条件改善財団
欧州生活労働条件改善財団（おうしゅうせいかつろうどうじょうけんかいぜんざいだん、英語：European Foundation for the Improvement of Living and Working Conditions、略称：Eurofound）は、欧州連合の専門機関のひとつでアイルランド共和国ダブリンに置かれている。
ヨーロッパ全域での生活と労働条件の改善を目的に欧州理事会によって1975年5月に設立される。
財団は情報を収集し、研究管理してその成果を配信することにある。これにはヨーロッパの状況を監視および評価するための専門活動を維持している。
- 欧州労使関係観測所（EIRO）
- 欧州労働条件観測所（EWCO）
- 欧州変化監視センター（EMCC）
- 欧州再構築モニター（ERM）

## 任務
欧州生活労働条件改善財団は以下に示すように自信の情報ページでその任務を解説している。
生活と労働条件、労使関係、ヨーロッパの変化に関して比較情報、研究および分析を基礎とした欧州連合政策分野での重要な関係者に助言と専門知識についての情報を提供する。
欧州連合政策の特定サブセットに取り組むために設立された最初期機関のひとつであった。

## 運営と事務局
財団の運営は理事長と副理事長および管理委員会によって監督される。管理委員会は予算と方針を策定し、1年および4年ごとの業務プログラムを決定するため年1回の会同が開かれる。財団の予算は欧州委員会から支出されている。